# Exzesscode
Der Exzesscode oder auch Überschuss-Code ist eine Binärkodierung, mit der sich vorzeichenbehaftete Zahlen binär repräsentieren lassen. Die Codierung basiert auf einer Wertebereichsverschiebung.
Üblicherweise werden positive Zahlen im Wertebereich {\displaystyle 0} bis {\displaystyle 2^{n}-1} als {\displaystyle n}-stellige Binärzahlen wie folgt codiert (hier für den Wertebereich {\displaystyle 0..7}; Standardkodierung):
| dezimal abgebildet | binär abgebildet |
| ------------------ | ---------------- |
| 0                  | 000              |
| 1                  | 001              |
| 2                  | 010              |
| 3                  | 011              |
| 4                  | 100              |
| 5                  | 101              |
| 6                  | 110              |
| 7                  | 111              |

Um die binäre Darstellung von negativen Zahlen zu ermöglichen, wird hierbei der Wertebereich der Zahlen verschoben. Die Weite der Verschiebung ist normalerweise im Bereich {\displaystyle k=m-p}, wobei {\displaystyle m=2^{n-1}} und {\displaystyle 0\leq p\leq m} ist. Man spricht daher auch von einem Exzess-k-Code. Nach dieser Terminologie entspräche ein Exzess-0-Code gar keiner Exzess-Codierung, also der o. g. Codierung für ausschließlich positive Zahlen.
Im Folgenden sind die gebräuchlichen Exzess-k-Codes für binär dreistellige Zahlen angegeben.
| Codierung | Verschiebung | Code | Code | Code | Code | Code | Code | Code | Code |
|           |              | 000  | 001  | 010  | 011  | 100  | 101  | 110  | 111  |
| --------- | ------------ | ---- | ---- | ---- | ---- | ---- | ---- | ---- | ---- |
| Exzess-0  | 0            | 0    | 1    | 2    | 3    | 4    | 5    | 6    | 7    |
| Exzess-1  | 1            | −1   | 0    | 1    | 2    | 3    | 4    | 5    | 6    |
| Exzess-2  | 2            | −2   | −1   | 0    | 1    | 2    | 3    | 4    | 5    |
| Exzess-3  | 3            | −3   | −2   | −1   | 0    | 1    | 2    | 3    | 4    |
| Exzess-4  | 4            | −4   | −3   | −2   | −1   | 0    | 1    | 2    | 3    |

In der nächsten Tabelle sind einige mögliche Exzess-k-Codes für binär vierstellige Zahlen aufgelistet.
| Codierung | Verschiebung | Code | Code | Code | Code | Code | Code | Code | Code | Code | Code | Code | Code | Code | Code | Code | Code |
|           |              | 0000 | 0001 | 0010 | 0011 | 0100 | 0101 | 0110 | 0111 | 1000 | 1001 | 1010 | 1011 | 1100 | 1101 | 1110 | 1111 |
| --------- | ------------ | ---- | ---- | ---- | ---- | ---- | ---- | ---- | ---- | ---- | ---- | ---- | ---- | ---- | ---- | ---- | ---- |
| Exzess-0  | 0            | 0    | 1    | 2    | 3    | 4    | 5    | 6    | 7    | 8    | 9    | 10   | 11   | 12   | 13   | 14   | 15   |
| Exzess-1  | 1            | −1   | 0    | 1    | 2    | 3    | 4    | 5    | 6    | 7    | 8    | 9    | 10   | 11   | 12   | 13   | 14   |
| Exzess-2  | 2            | −2   | −1   | 0    | 1    | 2    | 3    | 4    | 5    | 6    | 7    | 8    | 9    | 10   | 11   | 12   | 13   |
| Exzess-3  | 3            | −3   | −2   | −1   | 0    | 1    | 2    | 3    | 4    | 5    | 6    | 7    | 8    | 9    | 10   | 11   | 12   |
| Exzess-4  | 4            | −4   | −3   | −2   | −1   | 0    | 1    | 2    | 3    | 4    | 5    | 6    | 7    | 8    | 9    | 10   | 11   |
| Exzess-8  | 8            | −8   | −7   | −6   | −5   | −4   | −3   | −2   | −1   | 0    | 1    | 2    | 3    | 4    | 5    | 6    | 7    |

Historische Bedeutung hat der (4-Bit-)Exzess-3-Code, der mit dem Exzess-3 in der obigen Tabelle identisch ist – er bietet Vorteile bei der Darstellung von und dem Rechnen mit Dezimalzahlen.
Einen sehr wichtigen und besonderen Stellenwert hat hier der Exzess-k-Code, der hier im obigen Beispiel um acht Stellen verschoben ist (also allgemein {\displaystyle k=2^{n-1}}, im Beispiel: Exzess-8). Er teilt den Wertebereich der Zahlen in zwei gleich große Hälften von negativen und nichtnegativen Zahlen. Bei binär vierstelligen Codes (Dezimal 0 bis 15) repräsentiert der Exzess-8-Code also die Zahlen von −8 bis 7, bei fünfstelligen Codes wäre es der Exzess-16-Code und der Wertebereich von −16 bis 15. Man spricht im Fall {\displaystyle k=2^{n-1}} auch kurz von der Exzess-Codierung, lässt den Zahlenwert k also weg. Wenn zum Beispiel beim Exponenten von der Exzess-Darstellung die Rede ist, ist in fast allen Fällen dieser ausgeglichene Exzesscode (halb negativ und halb nichtnegativ) gemeint.
Um eine Zahl a zu codieren, wählt man die kleinste Zahl b im Wertebereich und bildet die Differenz: {\displaystyle d=|a-b|}. Das Ergebnis wird dann wie üblich codiert.
Umgekehrt decodiert man eine Exzess-k-codierte Zahl, indem man sie zunächst nach der üblichen Codierung in eine Zahl umwandelt und dann die kleinste Zahl des Wertebereichs addiert.

## Rechenbeispiel
Im folgenden Rechenbeispiel geht es nur um den sozusagen ausgeglichenen Exzesscode (dies ist der Fall bei {\displaystyle k=2^{n-1}}), der die Zahlen gleichmäßig in negative und nichtnegative teilt.
Aufgabe: Codiere bei 8 Bits die Zahl −79 in der Exzess-128-Codierung.
Die Codelänge beträgt n = 8; also gilt für die übliche Binärdarstellung:
```
00000000
2
 = 0
10
```

und
```
11111111
2
 = 255
10
```

Da die Zahl Exzess-128-codiert werden soll, verschiebt sich der Wertebereich auf:
```
00000000
Exzess-128
 = -128
10
```

bzw.
```
11111111
Exzess-128
 = +127
10
```

Codierung:
```
Die zu codierende Zahl ist 
a = -79
.
Die kleinste Zahl im Wertebereich ist 
b = -128

Die Differenz ist 
d = |-79 - (-128)| = 49

In der Standardcodierung ist d = 49
10
 = 00110001
2
```

Damit lautet die Lösung: a = −7910 = 00110001Exzess-128
Die Decodierung verläuft analog: 00110001 lässt sich nach der Standardcodierung zu 49 decodieren. Danach wird die kleinste Zahl des Wertebereichs addiert, hier −128, also: 49 − 128 = −79.

## Anwendung
Exzesscode ist tolerant bezüglich binärer Addition/Subtraktion und lexikalischem Größenvergleich. Im IEEE-754-Standard zur Darstellung von Gleitkommazahlen wird der Exponent in einer Exzesscode-ähnlichen Form kodiert. Integerwerte werden allerdings im Rechenwerk moderner Hardware zumeist im Zweierkomplement verarbeitet.